# Opłakiwanie Chrystusa (obraz Correggia)
Opłakiwanie Chrystusa – obraz autorstwa Correggia. Razem z obrazem Męczeństwo czterech świętych obraz dekorował Cappella del Bono w kościele San Giovanni Evangelista w Parmie; obrazy zdobiły ściany boczne kaplicy; Opłakiwanie Chrystusa znajdowało się na prawej ścianie, zaś Męczeństwo czterech świętych na lewej.

## Historia
Oba płótna z Cappella del Bono zostały wymienione w pierwszym wydaniu Żywotów Vasariego z 1550 r., chociaż autor błędnie umieścił je w Duomo w Padwie. Zamówienie miało duże znaczenie i malarz zawdzięcza je prawdopodobnie sukcesowi odniesionemu przez ogromny fresk na wewnętrznej stronie czaszy kopuły kościoła San Giovanni, którą Correggio właśnie wówczas ukończył.
Zleceniodawcą dzieł był parmeński szlachcic Placido Del Bono.

## Opis i styl
Płótno przedstawia scenę Opłakiwania, tj. osoby bliskie Chrystusowi, które po zdjęciu ciała z krzyża (którego podstawa widoczna jest w tle obrazu) zbierają się wokół martwego Zbawiciela obejmując i całując je pogrążone w ogólnym przygnębieniu. Motyw opłakiwania był bardzo bliski ludowej pobożności od średniowiecza, ponieważ pozwalał wiernym na utożsamianie się z postaciami znanymi z ewangelii i uczestniczenie w bólu ofiary Chrystusa.
Correggio przedstawił opuszczenie ciała Chrystusa po oddzieleniu go od krzyża. Dłonie Chrystusa są wykrzywione i zastygłe z powodu skurczu mięśni, wilgotne oczy zdradzają cierpienie. Wybucha rzewny płacz św. Jana i Marii stłoczonych z boku, w głębi boleje wstrząśnięta Maria Magdalena oglądająca stopy Chrystusa, które tak kochała (figura ta wywarła na oglądających duże wrażenie i była nadzwyczaj często kopiowana nawet przez najwybitniejszych malarzy), przedtem bohaterka duchowej ekstazy w ramach cielesnych. Szaty Magdaleny są poruszone i przesycone światłem do tego stopnia, że wydają się być ożywione i wibrować, jakby także one uczestniczyły w wewnętrznym drżeniu, które sprawia ból Magdalenie. Postać, której ubiór został przedstawiony ze szczególną troską, aby podkreślić znaczenie poprzedniego życia Marii Magdaleny, oddziaływała na bardzo wielu artystów.
Także ten obraz był przedmiotem studiów, tylko malarz doświadczony w zakresie problemów perspektywy mógł w tak znakomity sposób rozwiązać problem widoczności obrazu z ukosa, gdyż tylko tak dawało się go oglądać sprzed wejścia do kaplicy rodzinnej Del Bono. Kompozycja została oparta o przekątną podkreśloną ułożeniem ciała Chrystusa rozłożonego na łonie matki mdlejącej pod wpływem wydarzenia i podkreśloną ustawieniem postaci św. Jana, w ręce którego wpada omdlała Maria. Ekspozycja obrazu ukośnie płaszczyzną malarską do widzów wpłynęła na przekształcenie zrównoważonego układu wszystkich elementów płótna, ich relacji przestrzennych, proporcji, na silny dramatyzm postaci (zwłaszcza Madonny zaakcentowanej jako główna postać dzieła, gdyż to jej odczucia są na obrazie najmocniej wyeksponowane).
Porównując Opłakiwanie z Męczeństwem czterech świętych należy zwrócić uwagę na bardziej zaawansowane poszukiwania artysty zmierzające w kierunku przedstawienia ruchów duszy, które stały się obiektem zainteresowania artysty począwszy od drugiego dziesięciolecia Cinquecenta.
W osobie Magdaleny Pablo de Céspedes zobaczył wyjątkowe przedstawienie bólu, które przywodziło mu na myśl scenę ofiary Ifigenii autorstwa Timanthesa opisywaną przez Pliniusza Starszego. Wielu artystów skopiowało postać Marii z obrazu Correggia na grafikach, które pozwoliły na krążenie przedstawienia w warsztatach artystów i w gabinetach rycin zbieraczy. Francesco Scannelli poświęcił jej cały paragraf swojego Mikrokosmosu porównując ją do Marii Magdaleny pokutującej Caravaggia.
Ogólnie można uznać Opłakiwanie Correggia za wzór, z którego korzystali także artyści Seicenta tacy jak Annibale Carracci, którzy potrafili rozwinąć jego patos w kierunku malarstwa barokowego. Wydaje się to jeszcze bardziej ewidentne, gdy porównuje się ten obraz z Pietà di Luco pędzla współczesnego Correggiowi i nie mniej od niego cenionego Andrea del Sarto.